# Grupo NZN
No Zebra Network S.A., ou simplesmente NZN (anteriormente Grupo NZN), é uma empresa brasileira fundada em 2002, criadora e proprietária de grandes marcas como Baixaki, TecMundo, Mega Curioso, Voxel, The BRIEF, Click Jogos, Minha Série, Superdownloads,  Savecoins, entre outras.

## História

### Antecedentes
Guilherme Barthel, em 1998 quando prestou vestibular para Ciências da Computação lançou seu primeiro site, chamado de Help Info, para dar dicas do Problema do ano 2000, que afetou várias empresas de tecnologia. Logo depois, ele pesquisou informações sobre o site de download americano Download.com, e passou a desenvolver seu site baseado no mesmo lançando com o nome de Sapoload. Para oficializar seu primeiro pagamento vindo das publicidades e gerar nota fiscal, ele com R$600 registrou a empresa de No Zebra Network, em português Rede Sem Zebra.
| “                                                     | Só conseguia pensar que nada podia dar errado, não podia dar zebra. Na hora veio a ideia de usar isso mesmo, mas em inglês | ” |
| — Guilherme Barthel, em entrevista para a Info Exame. | |   |

### 2000 - 2008: Lançamento do Baixaki e ascensão
Em 2000, o Sapoload é renomeado para Baixaki. Guilherme junto com sua namorada, Tânia Barthel, começaram a divulgar o site em fóruns e comunidades nas redes sociais fazendo com que as visitas dos usuários chegassem a 200 mil por dia. Decidido a fechar o site por falta de receita, ele recebeu um aporte de R$600 em publicidade do MercadoLivre. Em 2001, ele fez uma parceria com o Internet Group para divulgação da marca.
Seu segundo site, Tudo Gostoso foi lançado em agosto de 2005 e veio depois da ideia de Tânia em criar um site colaborativo de receitas. Na época, as visitas chegaram a travar os servidores da empresa, fazendo com que fossem contratados dois programadores destinados a manutenção do site. O Baixaki Jogos foi o terceiro site, sendo lançado em 2007 trazendo notícias e análises sobre os jogos. Ainda, o grupo comprou o site Guia de Episódios, que mais tarde foi renomeado para Minha Série.
Depois, o Baixaki foi criando seções específicas no site para determinados assuntos, para a plataforma Linux, Apple, sobre celulares e tecnologia. Ainda, foram lançados o site Eu Já Fui (comunidade sobre turismo), Muita Música (conteúdo musical) e um site de moda de luxo, todos foram extintos.

### 2009 - 2014: Mudança de portal e Mega Curioso
Em 16 de dezembro de 2009 o grupo anunciou uma nova parceria com o Terra Networks, sendo seu parceiro de conteúdo para toda América Latina. "No IG, estávamos com a nossa parte comercial engessada. Praticamente toda a receita vinha do AdSense, do Google", disse Guilherme.
Em 2011, sua área de tecnologia foi movida para o site TecMundo.
Em 2012, a empresa comprou o maior concorrente do Baixaki, o Superdownloads, lançado em 1998. Seu maior objetivo com a compra era de aumentar ainda mais o número de usuários e alcançar maior faturamento.
Antes apenas como uma seção no TecMundo, o Mega Curioso, foi lançado como site principal em fevereiro de 2013, sendo um site de notícias relacionados ao assunto sobre curiosidades, entretenimento e conhecimentos específicos em geral. Atualmente o Mega Curioso tem quase 2,2 millhões de curtidas no Facebook sendo o segundo maior site dedicado a curiosidades do Brasil, ficando atrás apenas do site Fatos Desconhecidos que tem 15 milhões de curtidas e mais de 30 milhões de usuários mensais.
Em dezembro de 2015 o grupo concluiu o processo de fusão com o site Click Jogos, pertencente a Andreas Diegues. Ele é considerado o maior site do ramo no Brasil, com mais de 15 milhões de usuários mensais e sua transação teve aporte do fundo H.I.G. Capital.

### 2015: Venda do TudoGostoso
Em 21 de agosto de 2015 o grupo francês Webedia comprou o site TudoGostoso por R$ 49 milhões. Ele é o maior site no segmento no Brasil alcançando 66 milhões de visitas mensais e conta com mais de 160 mil receitas cadastradas.

### 2016 - 2019: Novas Verticais
A NZN foi se consolidando no mercado e passou a criar ainda mais verticais. Em 2016 a empresa criou a Fika Dika, uma página de receitas no Facebook com alto engajamento e crescimento acelerado 100% orgânico. Ainda em 2016, criou o Não Entre Aki, uma plataforma e comunidade interativa de memes. Em 2018, criou também a Marie Curie, uma newsletter de empoderamento feminino; e o The Hardware Show, um canal que trazia novidades de hardware com bom humor e explicações simplificadas. Com exceção do Marie Curie, as demais foram extintas. 
Em 2017, a empresa criou o The Brief, uma newsletter sobre negócios em tecnologia com linguagem atual e moderna e em 2018 o Save Coins, atualmente a maior plataforma de comparação de preços de jogos para Nintendo Switch.

### 2020 - atualmente: Incorporação de sites ao TecMundo
O TecMundo, maior veículo de tecnologia da América Latina, ampliou sua cobertura no universo tech em 2020 ao incorporar as verticais Minha Série, VOXEL e The Brief. "Somos pioneiros mas não temos medo de mudar e evoluir. Somos resilientes, o que começou com o lançamento de um então pequeno site de downloads, se tornou um grande ecossistema de conteúdo de alta qualidade e reputação com um amplo portfólio de soluções para alavancar o posicionamento digital de marcas, agências e anunciantes e parceiros. Não por acaso, marcas como Itaú, Estadão, IBM e Caixa Seguradora confiam no poder do nosso conteúdo, escala e tecnologia para construir relacionamentos mais fortes com seus consumidores. Queremos oferecer ao nosso público verticais ainda mais robustas e completas, com o fortalecimento do TecMundo, e ao mercado publicitário, serviços que possam ser consumidos de maneira simples e estratégica.” disse Sobhan Daliry, CEO da NZN. 
A fusão das marcas com o site teve como objetivo oferecer um verdadeiro universo da tecnologia a ser explorado pelos leitores e também nas entregas de mídia e conteúdo. As marcas continuam existindo, inclusive com suas identidades visuais, mas passaram a ficar dentro de um hub maior e mais completo.

## Propriedades
Atuais
- TecMundo - Maior vertical de tecnologia multiplataforma
- Baixaki - maior site de downloads do Brasil
- Click Jogos - maior plataforma de jogos online gratuitos da Internet
- Mega Curioso - Curiosidades, Ciência e Educação em uma base altamente engajada
- Minha Série - Notícias sobre séries e o maior acervo de títulos e episódios
- Voxel - Site de games com 10 anos de comunidade ativa e maior canal da categoria no YouTube
- The BRIEF - Uma das newsletters mais comentadas e recomendadas no mercado business tech
- Save Coins - Maior plataforma de descontos para games de Nintendo Switch